# Frans Indongo

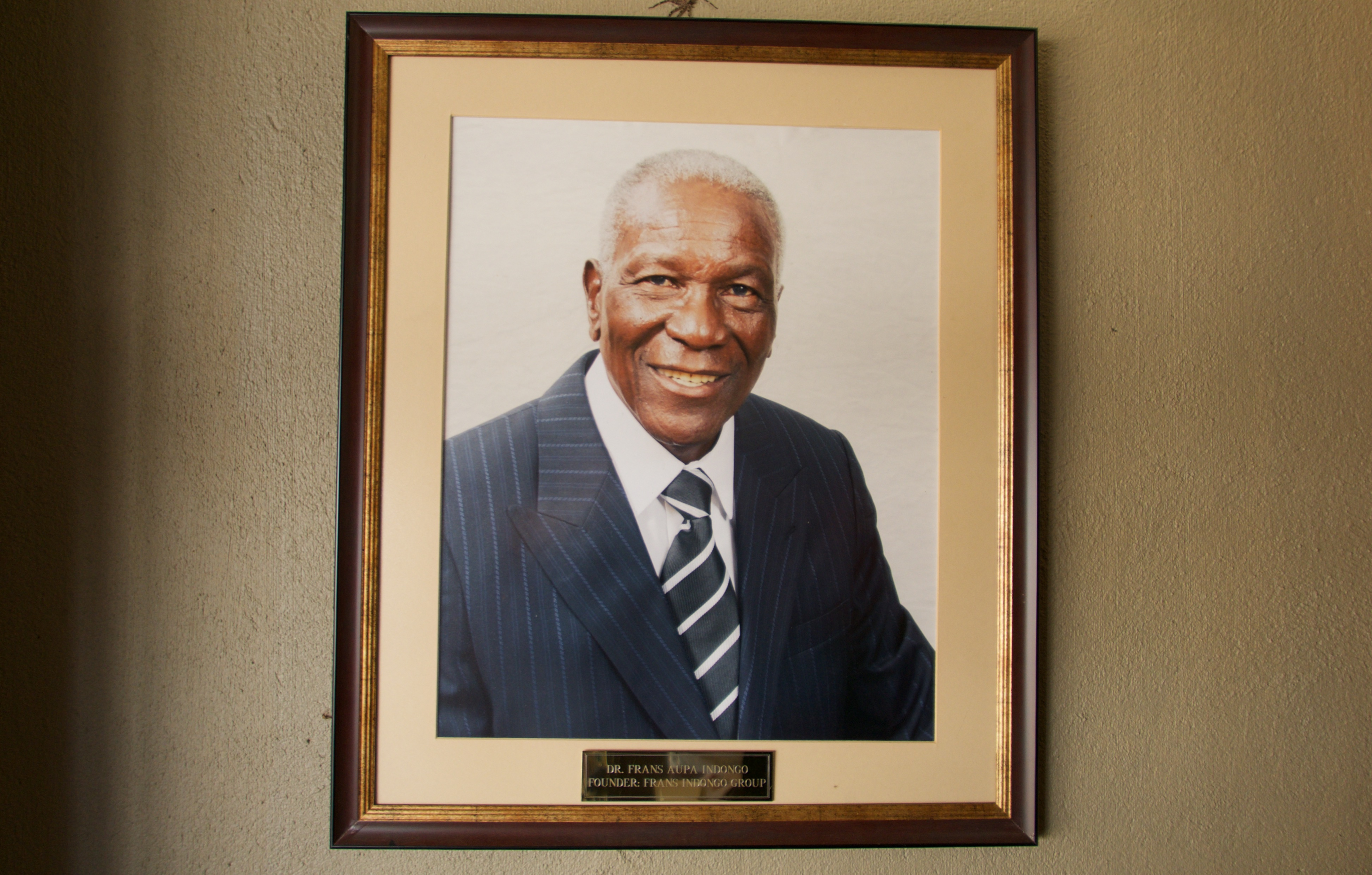
Frans Indongo

Frans Aupa Indongo (* 15. Januar 1936 in Ongwediva, Südwestafrika) ist ein namibischer Geschäftsmann und Unternehmensmanager. Er ist unter anderem Vorstandsvorsitzender der Frans Indongo Group und gilt als einer der fünf reichsten Namibier. Er war viele Jahre Politiker zahlreicher namibischer Parteien.

## Karriere
Indongo gilt als einer der erfolgreichsten Geschäftsmänner Namibias und hat es schon zu Zeiten der Apartheid vor der Unabhängigkeit 1990 zu großem wirtschaftlichen Reichtum gebracht. Aus einfachsten Anfängen als Ziegenhirte produzierte er im händischen Verfahren ab etwa 1950 Backsteine in Walvis Bay. Von den spärlichen Profiten kaufte er eine gebrauchte Nähmaschine und eröffnete eine Schneiderei in Oranjemund und 1961 einen Allgemeinwarenhandel im Norden des Landes aus dem sich eine Supermarktkette entwickelte. Er erbaute und kaufte zahlreiche Immobilien in ganz Namibia wie zum Beispiel die Frans Indongo Lodge. Ebenfalls engagiert sich Indongo in der Landwirtschaft, der Fischerei, dem Zucker- und Automobilhandel sowie Tourismus.
Er ist ein Beispiel einer Person, die es aus einfachsten Anfängen mit Fleiß und Begabung zu großen Wohlstand brachte.
Seit 2008 hat er alle seinen Unternehmen in der Frans Indongo Group vereinigt.

### Politik
Frans Indongo betrat die politische Bühne in den 1970er Jahren als Mitglied der National Democratic Party, die später in der Demokratischen Turnhallenallianz aufging. Er nahm zahlreiche politische Ämter im Ovamboland ein und war ein regionaler Minister von 1975 bis 1980. Ende der 1980er Jahre trat Indongo von allen politischen Ämtern zurück und widmete sich seinem leben als Geschäftsmann.

## Ehrungen
2001 erhielt Indongo die Ehrendoktorwürde der Universität von Namibia. In Windhoek ist eine Straße sowie ein Büro- und Geschäftskomplex, der Frans Indongo Gardens, nach ihm benannt. Im März 2016 wurde in Oshakati ein Markt mit Aussichtsturm und anliegendem Busbahnhof unter dem Namen „Dr. Frans Aupa Indongo Open Market“ von Präsident Hage Geingob eingeweiht.